# Satellogic
Satellogic ist ein argentinisches Unternehmen, welches im Bereich der Weltraumwirtschaft tätig ist. Satellogic veräußert die aus seinen Erdbeobachtungssatelliten gewonnenen Daten an den privaten und öffentlichen Sektor. Es entwickelt dafür eigene Satelliten. Satellogic begann im Mai 2016 mit dem Start seiner Aleph-1-Konstellation von ÑuSat-Satelliten und ist seit 2022 an der Technologiebörse NASDAQ gelistet.
Das Unternehmen hat 2024 angekündigt, seinen rechtlichen Hauptsitz von den Britischen Jungferninseln nach Delaware in die Vereinigten Staaten zu verlegen. Der operative Hauptsitz befindet sich in Montevideo, Uruguay.

## Geschichte
Im Sommer 2010, nachdem er einige Zeit am Ames Research Center der NASA in Mountain View, Kalifornien, verbracht hatte, begann Emiliano Kargieman mit der Entwicklung der Konzepte, aus denen Satellogic entstehen sollte. Zusammen mit seinem Freund und Kollegen, Gerardo Richarte, gründete er das Unternehmen 2010. Beide hatten davor bereits das Softwareunternehmen Core Security Technologies gegründet, welches Klienten wie die NASA, NSA und DARPA hat.
Satellogic baute die ersten beiden argentinischen Nanosatelliten, CubeBug-1 (gestartet am 26. April 2013 mit einer Trägerrakete des Typs Langer Marsch 2D) und CubeBug-2 (gestartet am 21. November 2013 mit einer Dnepr-Trägerrakete). Das CubeBug-Projekt wurde durch das argentinische Ministerium für Wissenschaft, Technologie und Innovation unterstützt. Ihr dritter Satellit, BugSat 1, startete im Juni 2014. Im Mai 2016 begann Satellogic mit dem Start seiner kommerziellen ÑuSat-Satelliten für den Aufbau seiner Konstellation von Erdbeobachtungssatelliten. Gegen Ende 2018 unterzeichnete das Unternehmen seine ersten kommerziellen Verträge und erzielte damit seine ersten Umsätze.
Im Dezember 2019 verkündete das Unternehmen an, 50 Millionen US-Dollar an Risikokapital bei Investoren in einer neuen Finanzierungsrunde eingesammelt zu haben. Zu den Investoren gehörten Tencent und die Interamerikanische Entwicklungsbank. Im Januar 2022 ging das Unternehmen an die Börse und fusionierte mit einer Special Purpose Acquisition Company. In Verbindung mit dem Abschluss des Unternehmenszusammenschlusses und anderer Transaktionen erhielt Satellogic einen Bruttoerlös von rund 262 Millionen US-Dollar zum weiteren Ausbau seiner Satellitenkonstellation. Der ehemalige US-Finanzminister Steven Mnuchin und der CEO von Cantor Fitzgerald, Howard Lutnick, investierten in den SPAC, welcher mit Satellogic fusionierte, und wurden zu Hauptinvestoren. Für die Auswertung von Daten aus seiner Satellitenkonstellation kündigte Satellogic im Februar 2022 eine Partnerschaft mit Palantir an.
Im April 2024 erhielt Satellogic ein strategisches Investment von Tether in Höhe von 30 Millionen US-Dollar. Das Unternehmen kündigte außerdem an, seinen rechtlichen Sitz in die USA zu verlegen, um leichter Aufträge von staatlichen Auftragnehmern aus den USA erhalten zu können. Nachdem der designierte US-Präsident Donald Trump im November 2024 angekündigt hatte, Howard Lutnick zum neuen US-Handelsminister zu machen, zog sich dieser aus dem Board of Directors von Satellogic zurück. Sein Unternehmen Cantor Fitzgerald erhöhte gleichzeitig die Anteile an Satellogic.

## Geschäftsmodell
Satellogic plant eine Konstellation von knapp 200 Erdbeobachtungssatelliten aufzubauen und so aktuelle Daten von jedem Meter der Erdoberfläche zu erhalten. Die Erdbeobachtungsplattform soll die Fähigkeit haben, den gesamten Planeten in hoher Auflösung zu kartieren, um Erkenntnisse für die tägliche Entscheidungsfindung zu gewinnen und sie Klienten des Unternehmens zur Verfügung zu stellen.
Mithilfe von Künstlicher Intelligenz und Datenanalyse wertet das Unternehmen die Bilder aus und stellte eine Reihe von Dienstleistungen zur Verfügung. Dazu gehören die Identifizierung und Klassifizierung von Objekten, die Erkennung von Veränderungen und Vorhersagemodelle für ein breites Spektrum von Branchen, darunter die Land- und Forstwirtschaft, die Energiewirtschaft, das Finanz- und Versicherungswesen sowie Anwendungen für Staaten, wie z. B. Kartografie, Umweltüberwachung und die Überwachung kritischer Infrastruktur. So könnten z. B. Ereignisse mit zukünftigen Implikationen für die Finanzmärkte frühzeitig erkannt werden. So soll die Erdbeobachtung von Satellogic z. B. die Anzahl der Container auf einem Schiff oder die Start- und Landeaktivitäten auf einem Flughafen identifizieren können.

## Satelliten
Bis Januar 2025 hatte Satellogic 51 Satelliten von den USA (durch SpaceX), China und Russland und Französisch-Guayana gestartet, wovon die ersten drei Prototypen waren. Am 19. Januar 2021 wurde bekannt gegeben, dass SpaceX die Satelliten von Satellogic starten wird, nachdem die ersten Starts vorwiegend von China aus erfolgt waren. Im Mai 2022 wurde eine neue Vereinbarung mit SpaceX über mehrere Starts für 68 Satelliten bekannt gegeben.
Jeder kommerzielle Satellit trägt zwei Nutzlasten – eine für hochauflösende multispektrale Bildgebung und eine weitere für eine Hyperspektralkamera. Mehrere seiner Satelliten hat das Unternehmen nach bedeutenden Wissenschaftlerinnen benannt.